# Părveneț, Plovdiv
Părveneț (în bulgară Първенец) este un sat în comuna Rodopi, regiunea Plovdiv,  Bulgaria. 

## Demografie
Componența etnică a satului Părveneț
     Bulgari (71,98%)
     Nicio identificare (27,16%)
     Altele (0,95%)
La recensământul din 2011, populația satului Părveneț era de 3.652 locuitori. Din punct de vedere etnic, majoritatea locuitorilor (71,98%) erau bulgari. Pentru 27,16% din locuitori nu este cunoscută apartenența etnică.